# Institución Atlética Sud América
Institución Atlética Sud América is een Uruguyaanse voetbalclub uit de hoofdstad Montevideo, Uruguay.
De club was een van de stichtende leden van de profcompetitie in 1932 en speelde voorheen al in de amateurcompetitie vanaf 1923. De club is een liftploeg en promoveerde al zeven keer naar de hoogste klasse, een record dat het deelt met Fénix. Na de laatste degradatie in 1996 speelde de club 17 jaar in de tweede klasse alvorens terug te promoveren. In 2017 volgde een nieuwe degradatie. 

## Bekende (oud-)spelers
- Eduardo Acevedo
- Christian González
- Antonio Alzamendi
- Fernando Carreño
- Diego Guastavino
- Patrick Mbarga
- Iván Pailos
- Darío Rodríguez
- Vicente Sánchez
- Tabaré Silva
- Mario Ruben Sosa